# Automotrici FLP ABe 4/4 4-5
Le elettromotrici ABe 4/4 della Società delle Ferrovie Luganesi (FLP), numerate 4 e 5, erano una coppia di automotrici elettriche utilizzate per l'esercizio della ferrovia Lugano-Ponte Tresa.

## Storia
L'elettromotrice BCe 4/4 4 venne costruita nel 1952 dalla Schlieren (con parte elettrica Sécheron), e andò a integrare le vecchie 1 ÷ 3, delle quali peraltro riprendeva le caratteristiche tecniche principali. Poco dopo, a causa dell'abolizione della terza classe, mutò classificazione da BCe 4/4 ad ABe 4/4.
Nel 1958 venne costruita un'unità gemella, la n. 5, ma con parte meccanica SLM e parte elettrica BBC.
Le due elettromotrici restarono in servizio fino al 1981, sostituite dai nuovi elettrotreni Be 4/8; la 5 fu ceduta alla Ferrovia Montreux-Oberland Bernese (MOB), dove divenne Be 4/4 1003, mentre la 4 fu trasformata in automotrice-bagagliaio per il trasporto postale, assumendo la classificazione BZe 4/4 4 e finalmente Ze 4/4 4 (1989–1996).

## Galleria d'immagini

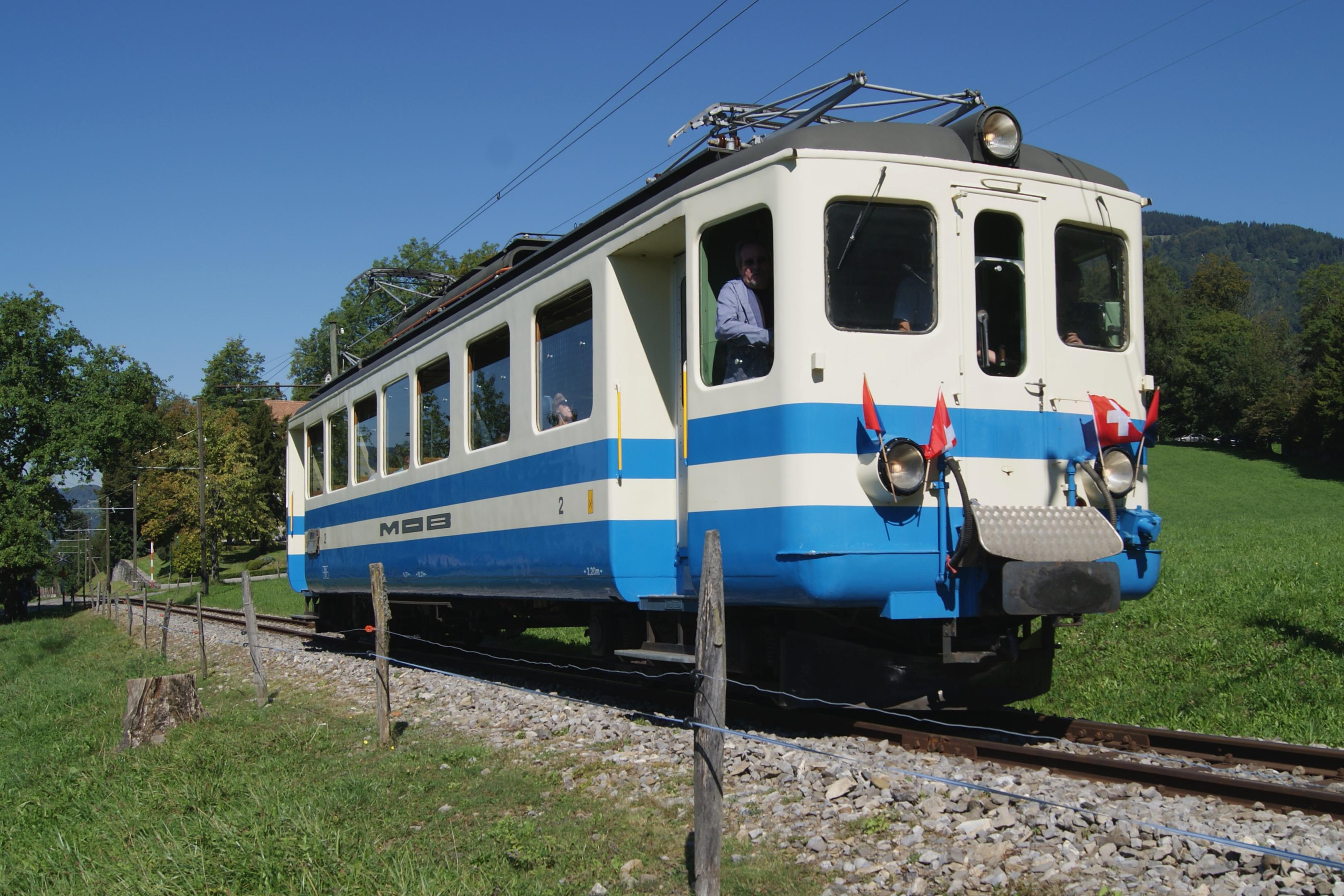
La vettura 1003 (ex 5) in servizio della ferrovia Montreux-Oberland Bernese sulla ferrovia Museo Blonay-Chamby.